# Needy (canción)
«Needy» (estilizada en minúsculas) es una canción de la cantante estadounidense Ariana Grande de su quinto álbum de estudio, Thank U, Next (2019), lanzado a través de Republic Records. Fue escrita por Grande, Victoria Monét, Tayla Parx y Tommy Brown, quien también se encargó de la producción.

## Posicionamiento en listas
| Lista (2019)                           | Mejor posición |
| -------------------------------------- | -------------- |
| Alemania (Media Control AG)            | 65             |
| Australia (ARIA)                       | 13             |
| Canadá (Canadian Hot 100)              | 16             |
| Escocia (Scottish Singles Sales Chart) | 42             |
| Eslovaquia (Singles Digitál Top 100)   | 23             |
| España (PROMUSICAE)                    | 69             |
| Estados Unidos (Billboard Hot 100)     | 14             |
| Francia (SNEP)                         | 100            |
| Islandia (Tonlist)                     | 40             |
| Irlanda (IRMA)                         | 5              |
| Nueva Zelanda (Recorded Music NZ)      | 11             |
| Países Bajos (Mega Single Top 100)     | 41             |
| Reino Unido (UK Singles Chart)         | 8              |
| República Checa (Rádio Top 100)        | 39             |
| Suecia (Sverigetopplistan)             | 43             |